# Le Matin (Zwitserland)
Le Matin is een Zwitsers Franstalig dagblad.

## Geschiedenis
De krant ontstond in 1893 onder de naam La Tribune de Lausanne. Drie jaar later, in 1896, fuseerde de krant met L'Estafette. De krant was het eerste Franstalige nieuwsmagazine in Zwitserland dat berichtte over de politieke actualiteit. 
Vanaf 1914 verscheen er een zondagseditie van de krant, onder de naam La Tribune-Dimanche en na de Tweede Wereldoorlog werd gestart met een sportrubriek. In 1968 werd de naam gewijzigd in La Tribune-Le Matin. In 1972 werd de naam van de zondagseditie gewijzigd in Le Matin Dimanche en in 1984 wijzigde ook de naam van de reguliere krant in Le Matin. Vanaf 1986 verschenen Femina en Télé-Top-Matin als bijlages bij de zondagskrant.

## Redactie
| Periode      | Hoofdredacteur  |
| ------------ | --------------- |
| ...          |                 |
| ? - 2010     | Ariane Dayer    |
| 2010 - 2014  | Sandra Jean     |
| 2014 - heden | Grégoire Nappey |